# Lindgomyces ingoldianus
Lindgomyces ingoldianus är en svampart som först beskrevs av Shearer & K.D. Hyde, och fick sitt nu gällande namn av K. Hirayama, Kaz. Tanaka & Shearer 20 10. Lindgomyces ingoldianus ingår i släktet Lindgomyces och familjen Lindgomycetaceae.   Inga underarter finns listade i Catalogue of Life.